# Justus Henkes
Justus Henkes (La Jolla, 3 aprile 2001) è uno snowboarder statunitense, specializzato in slopestyle, halfpipe e big air.

## Biografia
Specializzato in slopestyle, halfpipe e big air e attivo in gare FIS dal gennaio 2015, Henkes ha debuttato in Coppa del Mondo il 16 dicembre 2016, giungendo 17º nell'halfpipe di Copper Mountain e ha ottenuto il suo primo podio il 9 marzo 2019, chiudendo 2º nello slopestyle di Mammoth Mountain vinto dallo statunitense Redmond Gerard.
In carriera non ha mai preso parte a rassegne olimpiche, mentre ha partecipato a tre rassegne iridate, vincendo la medaglia di bronzo nello slopestyle a Park City 2019.

## Palmarès

### Mondiali
- 1 medaglia:
  - 1 bronzo (slopestyle a Park City 2019)

### Mondiali juniores
- 1 medaglia:
  - 1 argento (slopestyle a Špindlerův Mlýn 2017)

### Coppa del Mondo
- Miglior piazzamento nella Coppa del Mondo generale di freestyle: 8º nel 2020
- Miglior piazzamento nella Coppa del Mondo di slopestyle: 2º nel 2019
- Miglior piazzamento nella Coppa del Mondo di big air: 8º nel 2020
- Miglior piazzamento nella Coppa del Mondo di halfpipe: 39º nel 2017
- 3 podi:
  - 1 secondo posto
  - 2 terzi posti